# هنتر بيرد
هنتر بيرد (بالإنجليزية: Hunter Beard)‏ هو رابر أمريكي، ولد في 28 يوليو 1981.